# Josep Batlló i Casanovas
Josep Batlló i Casanovas (Barcellona, 29 aprile 1855 – Barcellona, 10 marzo 1934) è stato un imprenditore spagnolo.

## Biografia
Industriale attivo nel settore tessile, nel 1903 acquistò un immobile sul Passeig de Gràcia, la futura Casa Batlló, che fece interamente rimodellare dall'architetto Antoni Gaudí. Il risultato è una delle opere più significative del modernismo catalano.